# Andorranischer Diner
Diner ist eine Währungsbezeichnung des Fürstentums Andorra für Münzen, die vom Fürstentum selbst ausgegeben werden. Die Worte „els diners“ bedeuten auf Katalanisch „Geld“.

## Verwendung, Unterteilung, Wechselkurs
Da das Land  den Euro benutzt, aber bis 2015 keine eigenen andorranischen Euromünzen ausgab, wurden die Diner-Pseudomünzen als Anlage- und Sammlermünzen ausgegeben, jedoch nicht im Handel verwendet. Ein Diner wird in 100 Cèntims unterteilt und entsprach 100 Peseten (1983–1985), danach 125 Peseten.

## Geschichte
Die Prägung von Diners wurde ab 1977 vom Bischof von Urgell in seiner Funktion als Kofürst von Andorra begonnen und vom Servei d'Emissions (Münzanstalt des bischöflichen Kofürsten) offiziell ausgegeben. Zuvor ausgegebene Diners stammten von Privatpersonen. Ab 1998 gab der Consell General de les Valls ebenfalls Diner-Münzen aus. Der französische Präsident als Kofürst hat keine Diners prägen lassen.

## Andorra Eagle

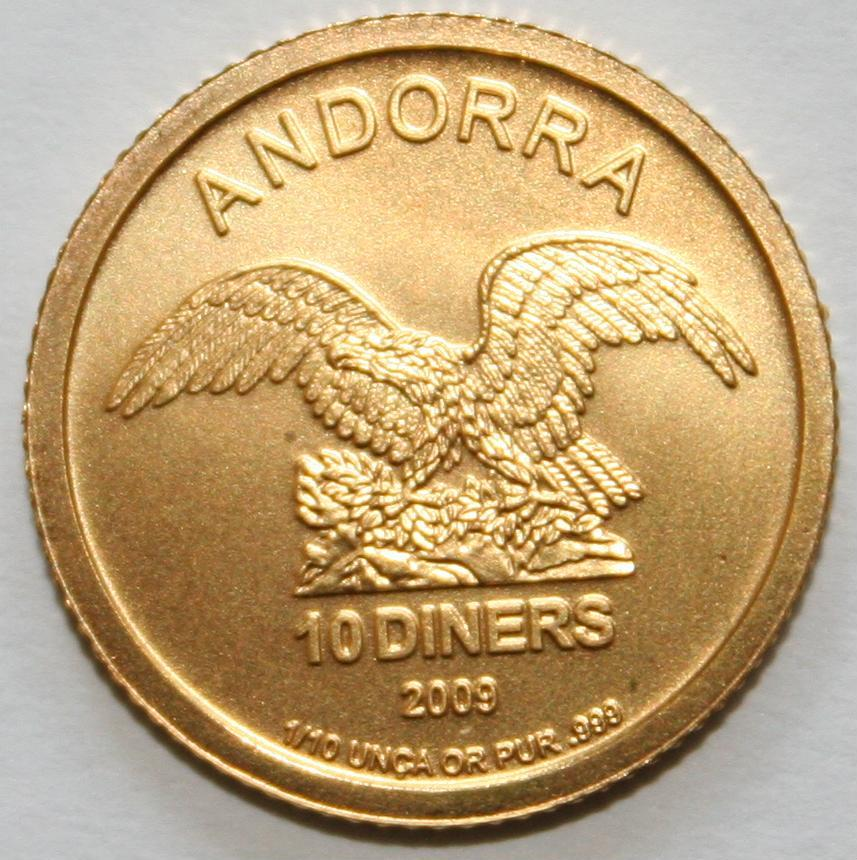
Andorra-Adler, 1/10 Unze Gold

Der Andorra Eagle ist eine Münze aus Silber oder Gold, die seit 2008 beziehungsweise 2009 ausgegeben wird. Nennwerte sind 1, 30, 100 und 200 Diners (Silber) und 2, 5, 10, 25, 50 und 100 Diners (Gold).

## Münzbarren
Seit September 2011 ist eine Ausgabe von Diner-Münzbarren aus Silber, ähnlich dem Cook Islands Münzbarren erhältlich. Es gibt Gewichte von 250 g, 500 g, 1 kg, 5 kg und 15 kg (450 Diners), die vom belgischen Konzern Umicore für Andorra hergestellt werden. Sie waren bis zur Umstellung der Mehrwertsteuer Ende 2014 in Deutschland im Gegensatz zu konventionellen Silberbarren zum auf sieben Prozent reduzierten Mehrwertsteuersatz für Münzen erhältlich, da sie gesetzliches Zahlungsmittel sind.